# ブルーム (果実)

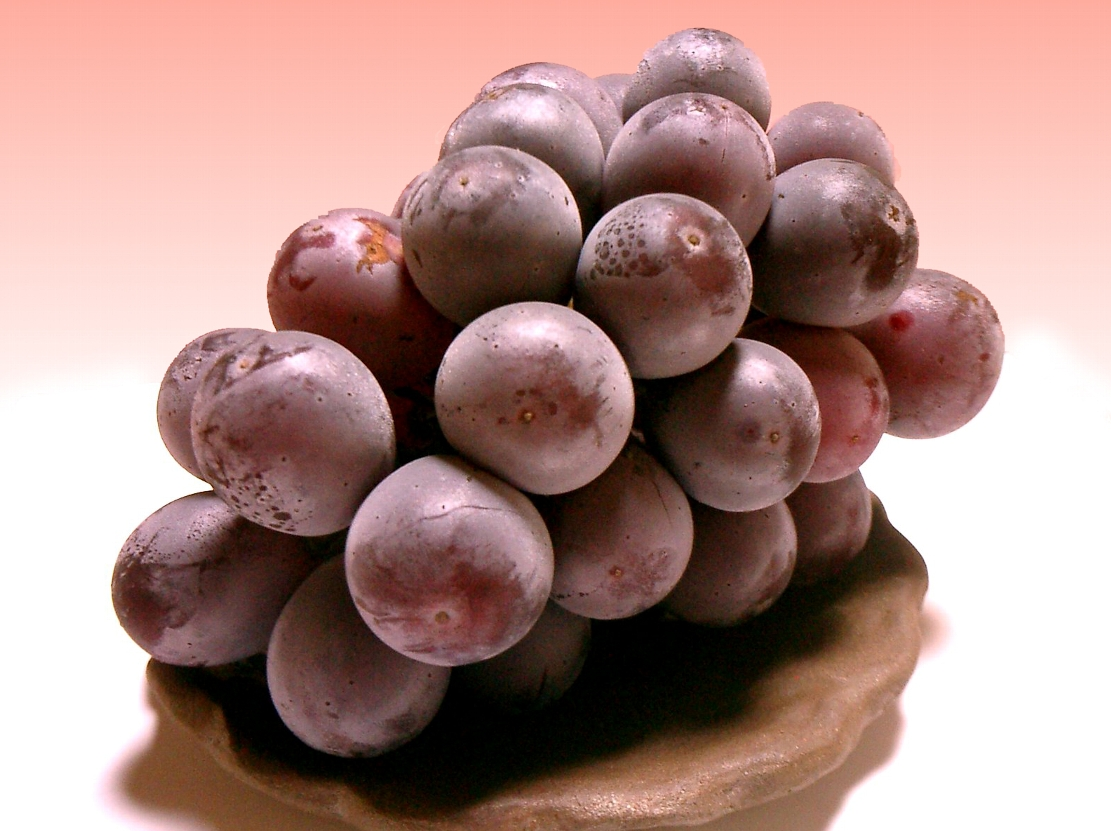
巨峰。ブルームが確認できる

ブルーム（bloom、果粉）とは果物や野菜の果実における、果皮表面の白い粉のように見える蝋状の物質。
熟した新鮮な果実によく見られるもので、果実から自然に分泌されている天然物質であり、人体には無害である。

## 役目
果実の水分蒸発を防ぎ、病気などから果実を保護する。また、果粉のつき具合によって鮮度の判断をすることができる（果粉自体は軽い接触でも落ちてしまうため）。

## ブルームの形成
果実の果皮表面はクチクラという透明な膜で覆われている。クチクラはクチンという脂肪酸類の重合体の中に蝋が詰まった状態であり、クチクラの表面に蝋が棒状に押し出されブルームを形成している。
蝋は、パラフィン・アルコール・飽和脂肪酸からできている。

## ブルームレス
キュウリなどはこのブルームが農薬のように見えて嫌われることから、ブルームが出ないものが作られている。

## 主な果実
ブルーム自体は多くの果実で分泌されているが、表面が滑らかな果実では、はっきりと確認することができる。ただし 、スイカなど、出荷されたものについては、農家や業者によって、布でふき取られていることが多い。  
- ブドウ
- リンゴ
- スモモ
- ブルーベリー
- キュウリ
- スイカ
- 柿